# Чхольчон
Чхольчон (кор. 철종, 哲宗, Cheoljong) — 25-й ван корейского государства Чосон, правивший с 28 июля 1849 по 16 января 1864 года. Имя — Бён. Второе имя — Тогван.
Посмертные титулы — Ёнхё-тэван, Чан-хвандже.

## Корея в начале XIX века
К началу XIX века власть в Корее почти полностью находилась в руках клана Кимов из Андона, представительницы которого неоднократно становились супругами корейских королей. В государстве повысился уровень коррупции, казнокрадства, что подавало почву для многочисленных восстаний, которые, ко всему прочему, сопровождались стихийными бедствиями. Благодаря этим факторам период начала XIX столетия запомнился корейцам как один из самых мрачных в корейской истории.
Единственной целью клана Кимов из Андона было сохранение своего влияния в королевстве и доминирование над королевским домом. Это заставило почти всех представителей королевской семьи бежать из Сеула. Когда королевская семья предлагала достойных претендентов на трон из числа своих представителей, они всякий раз обвинялись в измене, либо отправлялись в изгнание по инициативе Андонских Кимов. Так, когда король Хонджон умер, не оставив прямого наследника, среди его родственников не нашлось подходящего преемника.

## Правление Чхольчона
В поисках будущего короля посланники из Сеула прибыли на остров Канхвадо, где и удалось обнаружить Чхольчона, который прятался на острове с семьёй, чтобы избежать притеснений. Он был одним из сыновей принца Чонху и правнуком корейского короля Чонджо, умершего в 1800 году, и это давало ему право претендовать на королевский титул. В итоге восемнадцатилетний Чхольчон был провозглашен новым королём (ваном) Чосона.
Новый король решительно отличался от прежних правителей, которые, как правило, воспитывались в Сеуле и имели хорошее образование. В отличие от них, неграмотный Чхольчон не мог даже прочитать отдельное слово на уведомлении с поздравлениями, адресованными ему по случаю коронации. Это было крайне выгодно для андонских Кимов: безграмотность и юный возраст короля сделали его уязвимым и подверженным манипулированию. К слову, за 14 лет правления Чхольчон так и не сумел приобрести королевский вид и получить надлежащее образование. Он был угловат, груб и даже в самой роскошной одежде напоминал простого рыбака.
По устоявшейся традиции, супруга Чхольчона — королева Чхорин — происходила из клана андонских Кимов. Она пережила своего мужа на 15 лет и умерла в 1878 году. Сам Чхольчон скончался в 1863 году в возрасте 32 лет, так же, как и его предшественник, не оставив наследника. Согласно расхожему мнению, к столь ранней смерти короля был причастен клан андонских Кимов.
Следующим королём стал дальний родственник Чхольчона, Ли Мёнбок, вошедший в историю как Коджон.

## В популярной культуре
Образ Чхольчона и его супруги отражён в массовой культуре:
- южнокорейский телесериал «Королева Чхорин» (2020—2021 гг., телеканал tvN), где роль Чхольчона сыграл Ким Джонхён.
- южнокорейский телесериал «바람과 구름과 비» (2020 год, телеканал TV Chosun).